# Lenguas de Asia

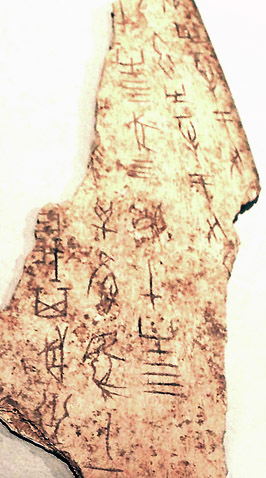
Las inscripciones oraculares en hueso de la dinastía Shāng, son los primeros testimonios escritos de una lengua de Extremo Oriente.

Las lenguas de Asia es un término geográfico para designar las lenguas históricamente habladas en Asia, en particular las lenguas autóctonas de Asia aunque a veces se incluyen lenguas alóctonas instaladas durante el período colonial. Hay una gran variedad de lenguas habladas por toda Asia, que abarcan un gran número de familias y algunas lenguas aisladas.

## Distribución
En Asia las dos principales familias lingüísticas por número de hablantes son la indoeuropea y la sinotibetana, y las lenguas altaicas aunque con menos hablantes ocupan también una parte importante del continente. Desde tiempos remotos, las lenguas indoeuropeas se extienden principalmente por Asia Meridional (India, Irán, Pakistán, Afganistán) y antes de la expansión de los pueblos túrkicos se habrían extendido por Asia Central. A partir del siglo XIX el ruso se difundió ampliamente por Siberia en el norte del continente. Las lenguas sinotibetanas ocupan principalmente Extremo Oriente, el Himalaya y Birmania. Antes de la expansión rusa, el norte y este de Asia habrían predominado las lenguas altaicas, junto con otros grupos menores como las lenguas paleosiberianas o las lenguas yeniseas.
Además las lenguas indoeuropeas, sinotibetanas y altacias que ocupan grandes extensiones en Asia, otros grupos con un número importante de hablantes son importantes regionalmente. Las lenguas austronesias ocupan la parte meridional de Asia insular: Indonesia, Filipinas y Formosa. Las lenguas japónicas predominan en los archipiélagos del norte, las islas Ryūkyū y las principales islas de Japón. Las lenguas austroasiáticas y las lenguas tai-kadai, ambas con varias lenguas importantes y un número elevado de lenguas menores, cubren el área continental del Sureste Asiático. Finalmente los otros grupos localmente importantes son las lenguas dravídicas (actualmente restringidas a la mitad meridional de India, pero que en otro tiempo pudo extenderse hasta Pakistán), el idioma coreano y las lenguas caucásicas septentrionales y lenguas caucásicas meridionales meridionales.
Además existen otros grupos menores en algunas de las zonas más aisladas de Asia, este es el caso en parte de las lenguas hmong-mien y de un puñado de lenguas aisladas como el burushaski, el kusunda, el nihali y otros.

## Principales lenguas de Asia por número de hablantes
Los principales lenguas de Asia por número de hablantes son:
| Lengua             | Familia de lenguas | Hablantes (1996) | Hablantes (reciente)* | Países                                        |
| ------------------ | ------------------ | ---------------- | --------------------- | --------------------------------------------- |
| Chino              | Sinítica           | 896 millones     | 1100 millones (2017)  | China República de China Malasia Singapur     |
| Indostaní          | Indoaria           | 474 millones     | 800 millones (2011)   | India Pakistán                                |
| Malayo / Indonesio | Austronesia        | 199 millones     | 380 millones (2022)   | Malasia Indonesia                             |
| Bengalí            | Indoaria           | 189 millones     | 340 millones (2014)   | Bangladés India                               |
| Ruso               | Eslava             | 170 millones     | 260 millones (2012)   | Rusia · Bielorrusia · Kazajistán · Kirguistán |
| Japonés            | Japónica           | 125 millones     | 128 millones (2020)   | Japón                                         |
| Télugu             | Dravídica          | 66 millones      | 96 millones (2011)    | India                                         |
| Marathi            | Indoaria           | 65 millones      | 95,3 millones (2018)  | India                                         |
| Chino cantonés     | Sinítica           | 66 millones      | 85 millones (2004)    | China Hong Kong Macao                         |
| Turco              | Túrquica           | 59 millones      | 85 millones (2010)    | Turquía Norte de Chipre                       |
| Tamil              | Dravídica          | 63 millones      | 84 millones (2011)    | India Sri Lanka Mauricio Malasia Singapur     |
| Javanés            | Austronesia        | 75 millones      | 82 millones (2007)    | Indonesia Timor Oriental Malasia Surinam      |
| Wu                 | Siníticas          | 77 millones      | 80 millones (2007)    | China                                         |
| Coreano            | (aislado)          | 75 millones      | 80,4 millones (2020)  | Corea del Sur Corea del Norte China           |
| Vietnamita         | Mon-Khemer         | 68 millones      | 76 millones (2009)    | Vietnam                                       |

- Incluye hablantes nativos y que lo hablan como segunda lengua

## Clasificación de las lenguas de Asia
Existen diversos criterios de clasificación de las lenguas como la clasificación tipológica o la clasificación filogenética. La primera atiende a criterios estructurales de la lengua, mientras que la clasificación filogenética atiende al parentesco histórico entre ellas. Esta segundo tipo de clasificación es en general más claro y debido a su conexión con la historia de los pueblos es probablemente el más ampliamente usado.

### Familia de lenguas
| Lenguas munda Khásico Paláunguico Khmuico Pakánico Vietnamita Katuico | Bahnárico Camboyano Peárico Nicobarés Asli Mon |

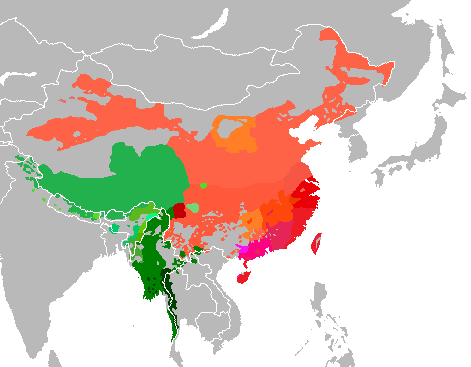
Distribución de las lenguas sino-tibetanas, una de las dos grandes familias de lenguas de Asia.

Distribución de las lenguas austroasiáticas:
Lenguas munda
Khásico
Paláunguico
Khmuico
Pakánico
Vietnamita
Katuico
Bahnárico
Camboyano
Peárico
Nicobarés
Asli
Mon

Distribución de las lenguas tai-kadai.

La siguiente lista muestra una clasificación filogenética de las lenguas habladas actualmente en Asia, incluyendo algunos subgrupos. Las familias más grandes por número de lenguas son:
1. Lenguas altaicas
  1. Lenguas túrquicas: turco, azerí, turcomano, tártaro, uzbeko, kazajo y uigur.
  2. Lenguas mongólicas: mongol, buriato y calmuco.
  3. Lenguas tunguses
2. Lenguas austronesias: cebuano, ilocano, indonesio, javanés, malayo, sundanés, tagalo y tetun.
3. Lenguas austroasiáticas: vietnamita, jemer y las lenguas munda.
4. Lenguas caucásicas septentrionales que incluiría 
  1. lenguas naj-daguestaníes
  2. lenguas abkhaz-adygh
5. Lenguas caucásicas meridionales: georgiano.
6. Lenguas drávidas: támil, télugu, malabar y canarés.
7. Lenguas indoeuropeas, habladas en el sur, oeste y centro de Asia además de Rusia:
  1. Lenguas indo-iranias:
    1. Lenguas indo-arias: sánscrito, pali, hindi, urdú, bengalí, nepalés, cingalés, asamés, panyabí, cachemir, sindhi, oriya, maratí, guyaratí y las lenguas bihari.
    2. Lenguas iranias: persa, kurdo, pashto, tayiko y el baluchi.

  2. Lengua Romances: portugués, español y el francés.
  3. Lenguas eslavas: ruso.
8. Lenguas sino-tibetanas:
  1. Lenguas siníticas: mandarín, cantonés, wu, hakka, gàn y dialectos min.
  2. Lenguas tibetano-birmanas: tibetano, birmano, nepal bhasa, mizo.
9. Lenguas semíticas: árabe, hebreo, siríaco y arameo, etc.
10. Lenguas tai-kadai: tailandés, laosiano y zhuang.
11. Lenguas hmong-mien: habladas en China, Tailandia, Vietnam y Laos.
12. Lenguas urálicas: mari, moksha, udmurt, erzya, etc.

Junto con las anteriores existen algunas familias con un pequeño número de lenguas presentes en Asia:
1. Lenguas de las islas Andamán
2. Lenguas chucoto-camchatcas
3. Lenguas esquimo-aleutianas
4. Lenguas yucaguiras
5. Lenguas yeniseianas

Y finalmente algunas Lenguas aisladas y cuasi-aisladas, entre las que hay dos lenguas con muchos hablantes como son el japonés estándar y el coreano:
1. Lenguas japónicas: japonés y las lenguas ryukyuenses.
2. Coreano
3. Burushaski
4. Nihali
5. Nivkh

Además existen inscripciones, registros y menciones a un cierto número de lenguas habladas en Oriente Medio entre el III milenio a. C. y el I milenio actualmente extintas que no pertenecen con seguridad a ninguna de las familias anteriores:
1. idioma sumerio
2. Lenguas hurrito-urartianas
3. idioma elamita

### Macrofamilias
Algunos autores han propuesto que podrían existir relaciones remotas entre algunas de las anteriores familias aportando ciertas evidencias del parentesco, sin que la en general sean aceptadas como universalmente válidas por la comunidad lingüística. Algunas de las propuestas de superfamilias que se han hecho incluyen:
- La macrofamilia fuyu es una macrofamilia de lenguas hipotética conformada por el coreano y las lenguas japónicas.
- La macrofamilia áustrica que incluiría al japonés, las lenguas austronesias, las lenguas tai-kadai y las lenguas miao-yao. Una ampliación de esta hipótesis es la macrofamilia sino-áustrica que postula además el parentesco de las lenguas áustricas con las lenguas sino-tibetanas.
- La macrofamilia euroasiática que incluiría a las lenguas indoeuropeas, las lenguas urálicas y las lenguas altaicas.
- La macrofamilia nostrática que incluiría a la macrofamilia euroasiática anterior así como a las lenguas dravídicas, las lenguas afroasiáticas y las lenguas kartvelianas.
- La macrofamilia dené-caucásica o sino-caucásica que vincula las lenguas sino-tibetanas, con las lenguas caucásicas septentrionales, las lenguas yeniseas y las lenguas Na-dené (estas últimas habladas en América).
- La macrofamilia urálico-yucaguira que propone que las lenguas urálicas y las lenguas yucaguiras están filogenéticamente emparentadas.
- La macrofamilia uralo-altaica en general es una propuesta desechada aunque aún existen algunos lingüistas que consideran que existe evidencia en su favor.

## Características lingüísticas
No existe una característica específica de las lenguas de Asia que las diferencia como bloque del resto de lenguas del mundo. Aunque a veces las características gramaticales del chino estándar han sido consideradas como prototípicas de un cierto número de lenguas asiáticas, lo cierto es que ni siquiera la familia sino-tibetana es tipológicamente similar a las lenguas siníticas. La mayor parte de lenguas tibetano-birmanas son lenguas aglutinantes y con orden sintáctico SOV, mientras que las lenguas siníticas son muy aislantes y con orden básico SVO.
El chino también es el ejemplo prototípico de lengua tonal, aunque se cree que el proto-sino-tibetano no fue una lengua tonal, y varios de los tonos en chino claramente son una innovación posterior surgid en los últimos 2000 años. Si bien en el siglo XIX se consideró que el tono era una característica intrínseca de las lenguas y una lengua no podía desarrollar tonos espontáneamente, asunción que complicó la clasificación de las lenguas de Asia sudoriental, el trabajo de Hadricourt sobre el vietnamita mostró como una lengua puede desarrollar tono colateral a la caída o ensordecimiento de las consonantes de una sílaba. Por otra parte las lenguas tonales no son exclusivas de Asia, y se dan con abundancia también en el África subsahariana y en diversas familias de lenguas indígenas de América.
Otras características tipológicas que varían a lo largo de Asia existiendo lenguas de varios tipos son:
Características fonológicas
- Lenguas con tendencia a tener lexemas monosilábicos, el chino, el tibetano clásico, el tai o el vietnamita tienden a ser altamente monosilábicas, pero em cambio el mongol, el japonés, el coreano, el manchú y otras lenguas altaicas tienden a tener lexemas polisilábicos.
- Algunas lenguas admiten grupos consonánticos a principio de la sílaba otras sólo admiten inicios de una consonante. El chino estándar moderno y muchas lenguas altaicas no admiten esos grupos a principio de sílaba, pero por ejemplo ni el chino antiguo ni otras lenguas sino-tibetanas tienen esa característica. En cambio las lenguas altaicas, el japonés y el coreano no admite inicios de sílaba complejos formados por más de una consonante.

Características morfológicas
- Un buen número de lenguas de Asia requieren el uso de clasificadores junto con los numerales. El chino, el tai, el vietnamita o las lenguas hmong-mien requieren esos clasificadores, pero no así lenguas como el malayo-indonesio o las lenguas altaicas.
- Al igual que en el resto del mundo, excepto África, en Asia predominan las lenguas sufijantes sobre la prefijantes.

Características sintácticas
- Una característica correlacionada con el uso de preijos y sufijos es el orden sintáctico básico, por ejemplo en las lenguas del mundo el orden más frecuente es SOV (aunque también existen los órdenes VSO y SVO). En Asia las lenguas del norte y este tiende a tener órdenes SOV mientras que el chino moderno y muchas lenguas del Sureste asiático tienden a tener SVO.
- El orden relativo del adjetivo y el nombre también varía notoriamente. En chino moderno se tiene el orden adjetivo-nombre igual que en las lenguas altaicas, japonés y coreano, mientras que el Sureste asiático es más común el orden nombre-adjetivo.

La siguiente tabla ejemplifica algunas de las características anteriores con varias lenguas de Asia, según los siguientes parámetros:
1. Lengua esencialmente monosilábica (+) / polisilábica (-)
2. Lengua tonal (+) / Lengua no-tonal (-)
3. Ataque silábico simple (+) / complejo (-) [simple: máximo una consonante]
4. Lengua analítica (+) / Lengua no analítica (-)
5. Clasificadores con numerales obligatorios (+) / inexistentes u opcionales (-)
6. Adjetivo-nombre (+) / nombre-adjetivo (-)
7. Orden SOV (+) / orden SVO (-)
| Lengua           | Fonología | Fonología | Fonología | Morfología | Morfología | Sintaxis | Sintaxis |
| Lengua           | 1         | 2         | 3         | 4          | 5          | 6        | 7        |
| ---------------- | --------- | --------- | --------- | ---------- | ---------- | -------- | -------- |
| Chino moderno    | +         | +         | +         | +          | +          | +        | +        |
| Chino antiguo    | +         | ?         | -         | +          | -          | +        | +        |
| Tai (siamés)     | +         | +         | -         | +          | +          | -        | +        |
| Li               | +         | +         | -         | +          | +          | -        | +        |
| Vietnamita       | +         | +         | +         | +          | +          | -        | +        |
| Jemer            | -         | -         | -         | +          | +          | -        | +        |
| Hmong            | +         | +         | -         | +          | +          | -        | +        |
| Mien             | +         | +         | -         | +          | +          | -        | +        |
| Tibetano clásico | +         | -         | -         | -          | -          | -        | -        |
| Yi (lolo)        | +         | +         | +         | +          | +          | -        | -        |
| Jingpo           | -         | +         | -         | +          | -          | -        | -        |
| Malayo           | -         | -         | +         | -          | -          | -        | +        |
| Rukai            | -         | -         | +         | -          | -          | +        | -        |
| Mongol           | -         | -         | +         | -          | -          | +        | -        |
| Manchú           | -         | -         | +         | -          | -          | +        | -        |
| Uygur            | -         | -         | +         | -          | -          | +        | -        |
| Coreano          | -         | -         | +         | -          | -          | +        | -        |
| Japonés          | -         | -         | +         | -          | -          | +        | -        |

Nótese que el vietnamita y el chino moderno, aunque no están relacionados filogenéticamente son las dos lenguas tipológicamente más cercanas de la lista anterior. Mientras que el tibetano clásico y el chino moderno aunque están filogenéticamente emparentado son las dos lenguas que tipológicamente más difieren. Por esa razón es importante tener en cuenta que el parentesco filogenético y la tipología lingüística no están siempre necesariamente unidos, aunque estadísticamente a nivel mundial las lenguas emparentadas tienden a tener tipologías más similares que las lenguas no emparentadas.